# Josep Lluís Micó Sanz
Josep Lluís Micó Sanz   (la Font de la Figuera, 1974) és un periodista valencià, director del diari Regió 7 des de 2024.
Es va doctorar a la Universitat Politècnica de València. És catedràtic de Periodisme de la Universitat Ramon Llull i ha sigut degà de la Facultat de Comunicació Blanquerna. El 2006 va publicar el primer manual de periodisme digital en català, Periodisme a la xarxa. El 2012 va publicar Ciberètica. TIC i canvi de valors, i entre d'altres, el 2018 L'absolut digital. Ha contribuït a apropar el món de la Universitat i el de l’empresa periodística. És analista de tecnologia a La Vanguardia, el grup Prensa Ibérica i RTVE.
Ha publicat dos llibres de periodisme literari Química orgànica. Dos relats periodístics sobre l'excés, la mentida i la mort (Saldonar, 2019) i Titulars i reserves. Cròniques entre la derrota i la remuntada (Saldonar, 2021).
El 2024 fou nomenat director de Regió 7.